# Corbeta O'Higgins
La corbeta O'Higgins fue un buque de la Armada de Chile que combatió en la Guerra del Pacífico (1879) y en la Guerra Civil de 1891, por el lado de los congresistas. Su nombre es un homenaje al general Bernardo O'Higgins, uno de los líderes de la independencia de su país.

## Historia
Construida en los astilleros Ravenhill (Londres) por un costo de 285.000 pesos (48 peniques cada peso al cambio de esa época). Fue terminada en julio de 1866. A pesar de ser gemelo de la corbeta Chacabuco, tenía diferencias en las dimensiones. El 8 de enero de 1870 este navío llevó a 22 cadetes de la Escuela Naval y a 52 alumnos de la Escuela de Aprendices de Marineros (dirigida por el Capitán de Fragata Ignacio Luis Gana) a la Isla de Pascua, en el marco de un viaje de instrucción, el primer viaje de un buque chileno a la isla. Este periplo fue el inicio del proceso de toma de posesión de Rapa Nui por parte de Chile, proceso que culminó en 1888. En ese viaje la O'Higgins era comandada por el Capitán de Navío José Anacleto Goñi Prieto, siendo el Segundo Comandante del buque el Teniente Primero Arturo Prat Chacón. En este viaje se realizaron trabajos de exploración de la isla, además de conocimiento de la hidrología y botánica del territorio.
No alcanzó a llegar para la Guerra contra España, por haber sido intervenido el buque por el Gobierno británico. Para zarpar de los astilleros británicos, se firmó un convenio entre Chile y España, mediante el cual Chile sacaba las corbetas Chacabuco y O'Higgins y España los blindados Arapiles y Victoria. El gobierno peruano intentó impedir la entrega de las naves a Chile.
Durante la Guerra del Pacífico, estuvo presente desde el primer día del bloqueo de Iquique, que se inició el 5 de abril de 1879, el mismo día que se declaró la guerra. Estaba al mando del capitán de fragata Jorge Montt.
Formó parte de la escuadra que realizó una excursión al Callao el 22 de mayo de 1879, tras la cual, viajó a directamente a Valparaíso, siendo este último viaje a vela, pues sus calderas estaban en mal estado. En ese puerto estuvo en mantenimiento por dos meses, en donde se le cambiaron las calderas.
A mediados de agosto fue parte de la división naval encargada de proteger los cruceros que venían desde Europa a través del Estrecho de Magallanes con armas para Chile.
A fines de septiembre fue asignado a la 2.ª División naval al mando del capitán de fragata Juan José Latorre, que tenía su insignia en el blindado Cochrane, participando en el combate naval de Angamos. 
Participó en diversas acciones de la Guerra Civil de 1891. Entre ellas estuvo la ocupación y apropiación de pertrechos en Coquimbo, en enero, y la Batalla de Concón, el 21 de agosto, donde el barco dirigió su artillería en contra de las fuerzas terrestres del gobierno de José Manuel Balmaceda. 
Estuvo en servicio hasta 1895. 
Transformado en pontón fue declarado excluido por D.S. N.º 545 del 31 de marzo de 1909.